# Sucre
sucre（シュクレ）は、2011年から2021年まで存在した日本のレースクイーンユニットである。主にSUPER GTを中心に活動する複数のモータースポーツチームのレースクイーンがユニット名を冠して活動していたが、その後は1チームのみの活動となっていた。

## 概要
レースクイーン（以下RQと略）として活躍した“ガールズ・スーパーバイザー”・南香織がプロデュースする新しいタイプのRQユニットとして2011年3月に結成。自動車メーカーやワークスの枠を越えて、モータースポーツ界全体を盛り上げていきたいという思いからこのユニットが誕生した。
ユニット名の「sucre」はフランス語で“砂糖”を意味しており、「甘くて綺麗で可愛い」印象を持つ美女10人が異なる3組のレーシングチームのRQを務める構成となっていた。また各チームのコントローラーに元RQも参加する等の試みも見られた。
本ユニットのお披露目イベントは当初3月19日を予定していたが、前週の3月11日に発生した東日本大震災の影響により4月17日に延期された。尚、本ユニットはこの震災による義援金プロジェクト「SAVE JAPAN」にも賛同していた。
本ユニットが登場したことで、SUPER GTイメージガールは一時的に廃止状態にあったが、2013年と2014年に『IA GIRL STARS』が活動していた。しかしIA GIRL STARS登場以降はGAINERのみがsucreを冠して活動していたが、2022年度の再編で『GAINER Valkiries』（ゲイナー・ヴァルキリーズ）という新ユニットの発足が同年3月12日に発表されたため、11年間にわたり使用されてきたsucreの名称は消滅した。GAINER sucreのコントローラーを務めた横部実佳は「また復活するかもしれないし、サーキットで会える日を楽しみにしてます」と、今後に含みを持たせるコメントを出している。

## 2011年メンバー

### LEXUS TEAM SARD sucre

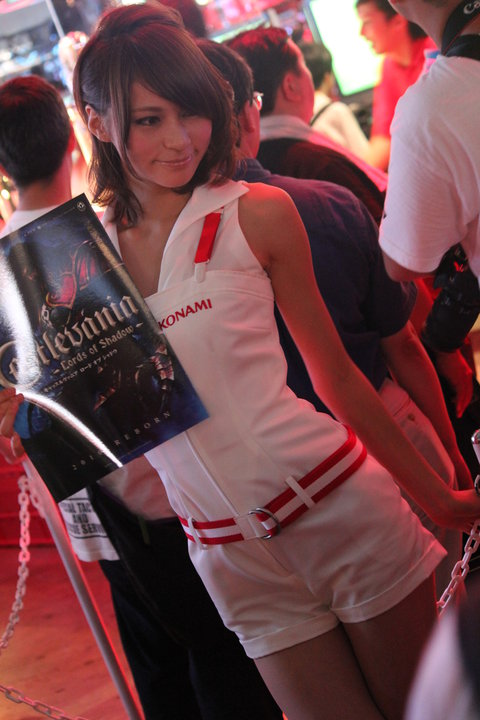
渡辺萌依子
（2010年・東京ゲームショウより）

2011年のSUPER GT・500クラス『LEXUS TEAM SARD』のレースクイーンチーム。2010年暮れにトータルベネフィットの公式サイトでメンバー募集が行われ、募集時には“新パチグラユニット”としてレースのみならず、関東・関西のパチンコホールイベントにも出演出来るとされていた。
コスチュームの色は青と白を基調としており、南香織は「（青だけだと）クールに見えがちなので、そこに可愛らしさ（白）をプラスしたかった」と述べている。
| 名前 （よみ）                  | 所属事務所 （活動当時）  | プロフィール                             | 備考                                               |
| ------------------------------ | ------------------------ | ---------------------------------------- | -------------------------------------------------- |
| 成島桃香 （なるしま ももか）   | スタイルコーポレーション | 1985年9月10日（39歳）、B型、東京都出身   | その後「桃香」としてスターヒルに所属               |
| 新田梢恵 （にった こずえ）     | イー・スマイル           | 1986年2月4日（39歳）、A型、岡山県出身    | 2010年A-classメンバー 2010年SUPER GTイメージガール |
| 福田美香 （ふくだ みか）       | トータルベネフィット     | 1991年3月1日（34歳）、AB型、長崎県出身   |                                                    |
| 渡辺萌依子 （わたなべ めいこ） | bemous                   | 1991年5月15日（33歳）、O型、神奈川県出身 |                                                    |

- 渡辺は10月1日と2日のオートポリス戦、同月15日と16日のツインリンクもてぎ戦を欠席[注 2]しており、同年12月23日に行われた卒業イベントにも参加しなかった[7]。
- 2012年のLEXUS TEAM SARDはsucreに参加せず、同年のSARDイメージガールとして成島桃香と西村いちかの2名が活動していた[注 3]。その後もTEAM SARDのRQは2015年以降、「TGR TEAM SARD」となった現在に至るまでKOBELCO GIRLSとSARDイメージガールの2組体制が続いている。

### TEAM S Road MOLA sucre
2011年のSUPER GT500クラス『TEAM S Road MOLA sucre』のレースクイーンチーム。コスチュームは黒と銀色を基調としているが、そこに赤を加えることにより「カッコ良さの中にも可愛らしさが見えるように工夫した」と南が述べている。
コントローラーは2009年と2010年に「SUBARU LEGACY B4 GALS」を務めた稲本佑生（旧名：小林葵依）が務めていた。
| 名前 （よみ）              | 所属事務所 （活動当時）  | プロフィール                            |
| -------------------------- | ------------------------ | --------------------------------------- |
| 桃原美奈 （ももはら みな） | イー・スマイル           | 1985年11月14日（39歳）、B型、大阪府出身 |
| 加藤遥 （かとう はるか）   | プラチナムプロダクション | 1990年9月14日（34歳）、O型、東京都出身  |
| 坊美希 （ぼう みき）       |                          | 1985年9月10日（39歳）、A型、広島県出身  |

- 当初は桃原と坊のコンビでシーズン開幕を迎えたが、シーズン途中で坊が家庭の事情を理由に脱退し、同年7月30日・31日のスポーツランドSUGO戦から加藤に交代した[10]。なおSUGO戦では桃原が家庭の事情により欠席したため[11]、天野由加里が桃原の代役を務めた[12]。
- 加藤は2012年、桃原は2013年に東京オートサロンのイメージガール『A-class』のメンバーを務めている。

### JIM GAINER sucre

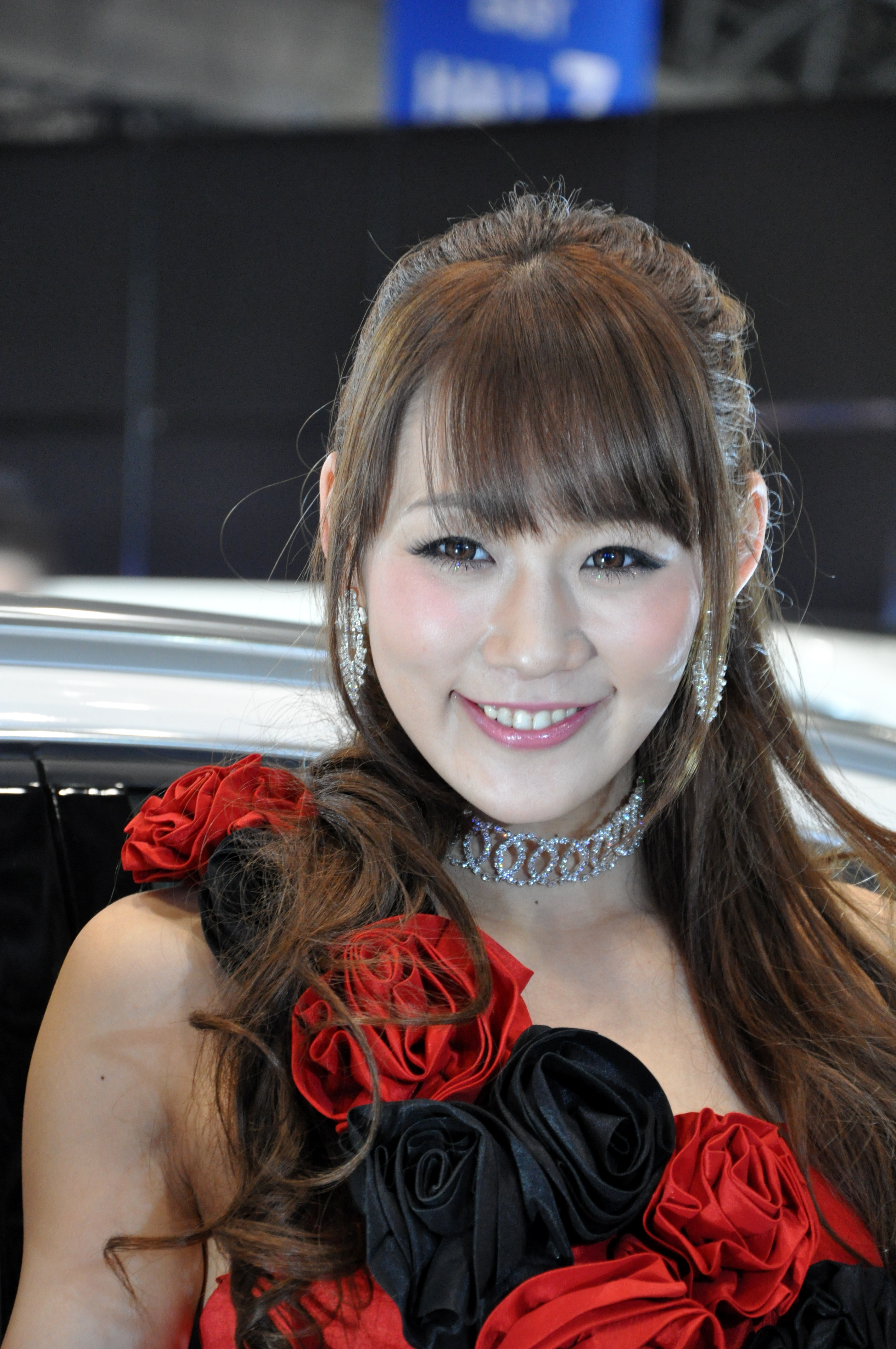
2011年から3年連続でGAINER sucreのRQを務めた渕脇レイナ（東京オートサロン2014にて）

JIM GAINER（当時）はsucre発足以前からチームのレースクイーンを派遣しており、2008年のSUPER GTでは先述の桃原がJIM GAINERのレースクイーンを務めていた。
コスチュームの色は赤と白を基調としているが、sucre全体のスポーティーなコンセプトを統一するため、そこの折り合いを付けるのに苦労したと南が述べている。
| 名前 （よみ）                  | 所属事務所 （活動当時）  | プロフィール                             | 備考                                                  |
| ------------------------------ | ------------------------ | ---------------------------------------- | ----------------------------------------------------- |
| 清水恵美 （しみず えみ）       | スリーライズ             | 1984年9月25日（40歳）、A型、東京都出身   | 2010Keihin Blue Beauties                              |
| 神村のりか （かみむら のりか） | トータルベネフィット     | 1985年11月19日（39歳）、O型、奈良県出身  |                                                       |
| 渕脇レイナ （ふちわき れいな） | スタイルコーポレーション | 1988年4月21日（36歳）、A型、神奈川県出身 | JUICYメンバー 2009 - 2010年スーパー耐久イメージガール |
| 市橋直歩 （いちはし なおほ）   | ワンエイトプロモーション | 1992年1月2日（33歳）、O型、岐阜県出身    |                                                       |
| 栗木ゆい （くりき ゆい）       | スリーライズ             | 1987年8月15日（37歳）、O型、大阪府出身   |                                                       |

- 栗木は体調不良を理由に脱退し、その後事務所も退所したため、同年9月10日と11日の富士スピードウェイ戦から市橋が代役としてレースに参加した[16]。
- 清水は先述の加藤と共に2012年のA-classメンバーを務めており、同年の福岡カスタムカーショーや札幌カスタムカーショーにも出演した。

## 2012年メンバー

### S Road MOLA Girls sucre（GT500）
| 名前 （よみ）                  | 所属事務所 （活動当時）             | プロフィール                                 | 備考                                                     |
| ------------------------------ | ----------------------------------- | -------------------------------------------- | -------------------------------------------------------- |
| 熊乃あい （くまの あい）       | イー・スマイル （bemousと業務提携） | 1988年12月13日（36歳）、B型、熊本県出身      | 現在はClaudia所属。                                      |
| 長谷川真子 （はせがわ まこ）   | プラチナムプロダクション            | 1991年2月20日（34歳）、A型、福岡県出身       |                                                          |
| 高橋としみ （たかはし としみ） | スタイルコーポレーション            | 1987年10月2日（37歳）、A型、中国・吉林省出身 | 後にスターヒルに移籍するも退所。 2016年4月現在はフリー。 |

### GAINER sucre （GT300）
この年から前年までの「JIM」を外し、「GAINER」（ゲイナー）に社名及びチーム名を変更している。
| 名前 （よみ）                    | 所属事務所 （活動当時）  | プロフィール                           | 備考           |
| -------------------------------- | ------------------------ | -------------------------------------- | -------------- |
| 渕脇レイナ （ふちわき れいな）   | スタイルコーポレーション | 前述。                                 | 前年より続投。 |
| 彩世めい （あやせ めい）         | スリーライズ             | 1989年3月14日（35歳）、B型、埼玉県出身 |                |
| 中條明香 （ちゅうじょう あすか） | スリーライズ             | 1988年10月2日（36歳）、O型、三重県出身 |                |

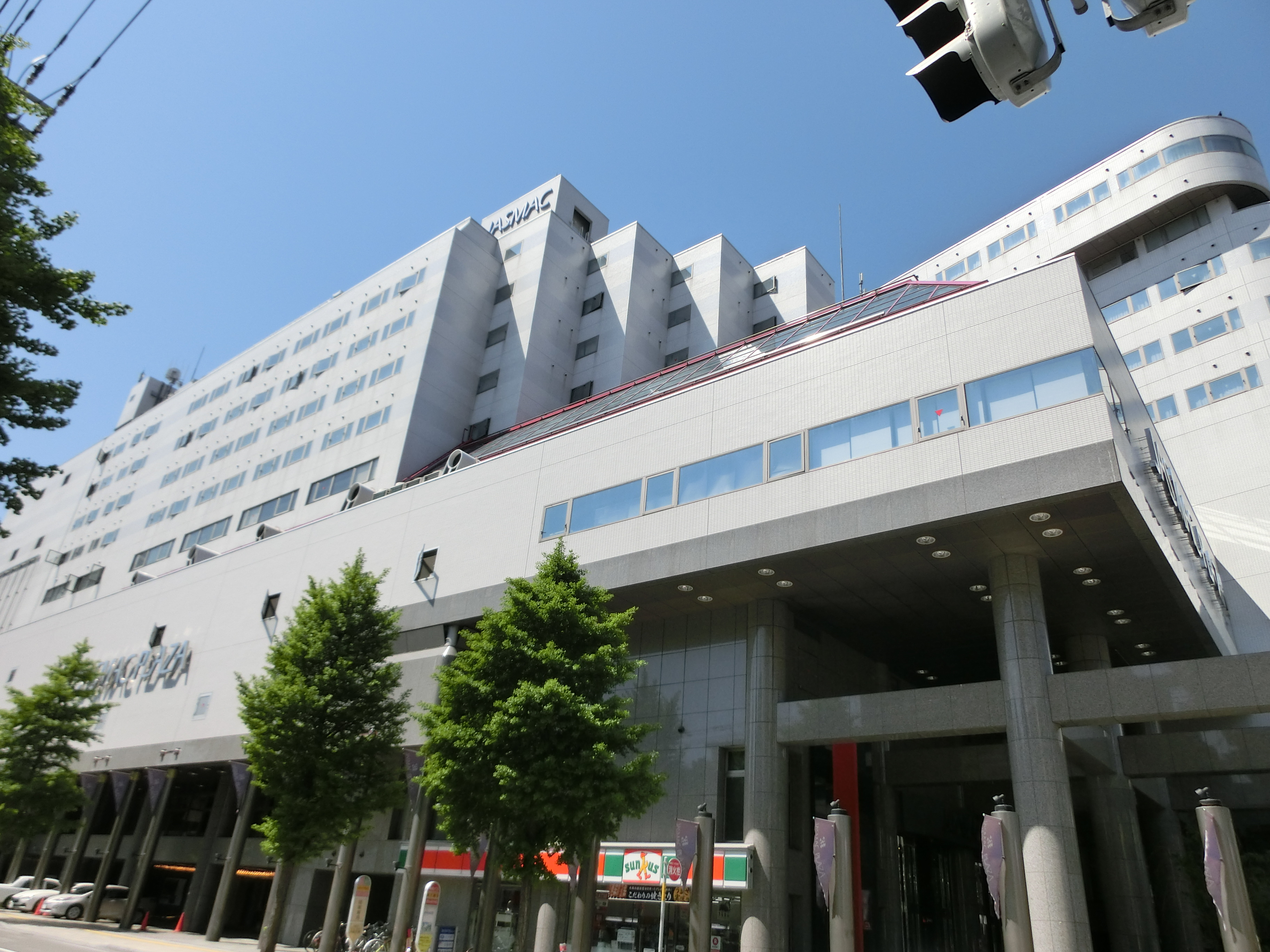
「平中克幸 NEW YEAR PARTY」の会場となったジャスマックプラザホテル（北海道札幌市）

- 前年とは違いお披露目イベントもなく、メンバーそれぞれが自らのブログにてsucre参加を表明したが、途中脱退者及び加入者もなくシーズンを終えることが出来た。
- 前年から唯一の続投者となった渕脇レイナは、同年1月8日にジャスマックプラザザナドゥ（北海道札幌市）で開催された『平中克幸 NEW YEAR PARTY 2012 “KH Meeting Vol.2”』に桃原美奈と共にゲスト出演[13][17]。その時に行われた同年度の体制発表を見て、「今年もGAINERで活動したい」と心に秘めていたという[18]。ちなみに同パーティーではコントローラーの横部実佳も同伴していた[19]。
- 6月のマレーシア戦では、高橋としみが同戦限定のイメージガールユニット『SUPER GT QUEEN』の一員として約1ヵ月間、現地に滞在しPR活動を行っていた。

## GAINER sucre（2013年以降）
3年ぶりとなるSUPER GTイメージガールユニット『IA GIRL STARS』が登場したことや、SARDやMOLAがsucreを冠しなかったこともあり、この年から2021年までGAINERのみがsucreを冠して活動していた。
なお発足以来、北海道及び東北地方出身者はSARD・MOLA含めてsucreメンバーを一人も輩出しなかった。

### 2013年
| 名前 （よみ）                  | 所属事務所 （活動当時）  | プロフィール                            | 備考                             |
| ------------------------------ | ------------------------ | --------------------------------------- | -------------------------------- |
| 渕脇レイナ （ふちわき れいな） | スタイルコーポレーション | 前述。                                  | 3年連続。                        |
| 北村奈緒 （きたむら なお）     | TCA                      | 1989年11月13日（35歳）、B型、三重県出身 | 元鈴鹿サーキットクイーン31期生。 |

- 2013年のコスチュームはコントローラーの横部実佳がデザインした[20][21]。

### 2014年
| 名前 （よみ）                  | 所属事務所 （活動当時）  | プロフィール                           | 備考                                              |
| ------------------------------ | ------------------------ | -------------------------------------- | ------------------------------------------------- |
| 神田梨絵 （かんだ りえ）       | スタイルコーポレーション | 1988年1月12日（37歳）、A型、静岡県出身 | 2013年ingsスーパーレースクイーン （スーパー耐久） |
| 宮本いづみ （みやもと いづみ） | トータルベネフィット     | 1988年4月21日（36歳）、A型、石川県出身 |                                                   |

- 共に1988年（昭和63年）生まれの2名で構成。ちなみに宮本は誕生日が渕脇と同日である。
- この年からマレーシアに代わりタイ・ブリーラムのチャーン・インターナショナルサーキットでSUPER GTが開催。2人とも初めての海外に緊張しっ放しだったという[22][23]。
- なお、宮本は活動翌年の2015年3月8日に所属事務所を退所し表舞台から退いた[24]。

### 2015年
| 名前 （よみ）                | 所属事務所 （活動当時） | プロフィール                            | 備考                                      |
| ---------------------------- | ----------------------- | --------------------------------------- | ----------------------------------------- |
| 蒼井彩加 （あおい さやか）   | イー・スマイル          | 1988年10月11日（36歳）、A型、大阪府出身 | 2013 - 2014年DIXCELレースクイーン         |
| 今村仁美 （いまむら ひとみ） | スリーライズ            | 1990年2月3日（35歳）、B型、愛媛県出身   | プリンセス関西2008ファイナリスト          |
| 有馬奈那 （ありま なな）     | アートアップ            | 1994年5月4日（30歳）、A型、東京都出身   | 2019ミス・ジャパン福島代表 本名：高橋奈那 |
| 愛場れいら （あいば れいら） | アートアップ            | 1993年8月24日（31歳）、O型、山梨県出身  | 第1戦（於：岡山国際サーキット）のみで脱退 |

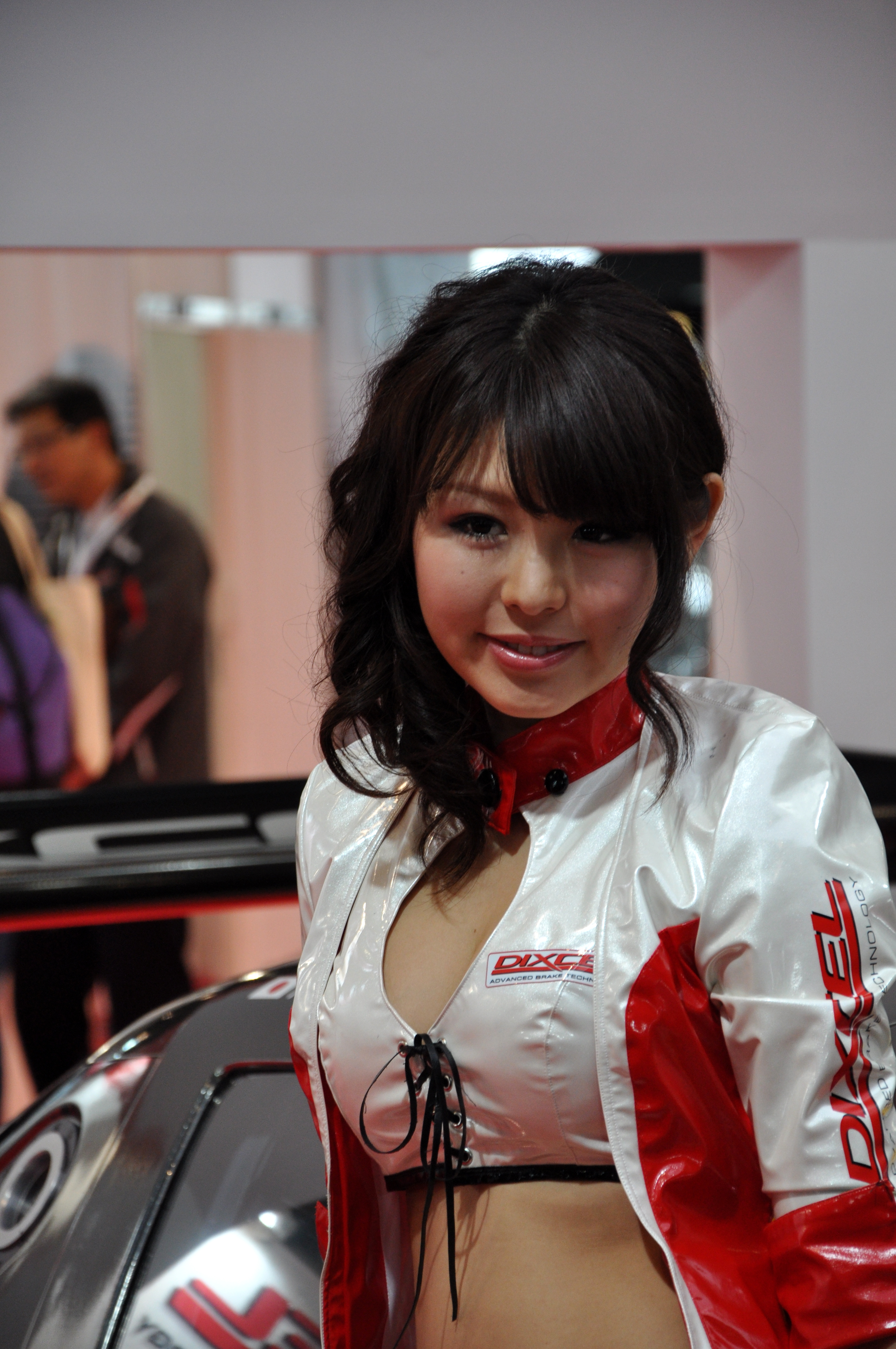
蒼井彩加
（東京オートサロン2014にて）

- 2013年・2014年と2年連続でDIXCELレースクイーンを務めた蒼井がGAINER sucreに異動。プリンセス関西2008ファイナリストという経歴を持つ今村、アートアップ所属の愛場と有馬が新加入。2011年以来4年ぶりの4人体制となった[26]が、愛場が第1戦（於：岡山国際サーキット）のみで脱退したため、第2戦（於：富士スピードウェイ）以降は残る3人での活動となった。
- この年は6月の開催となったタイ・ブリーラム戦（第3戦）は蒼井と今村が参加[27]。前年は10月の開催だったタイ戦に行けなかった蒼井は[28]念願のタイ遠征となった[29]。
- 年明け恒例だった『平中克幸 NEW YEAR PARTY』は2016年から開催されなくなった[注 5]。

### 2016年
| 名前 （よみ）                | 所属事務所           | プロフィール                           | 備考                                                |
| ---------------------------- | -------------------- | -------------------------------------- | --------------------------------------------------- |
| あやきいく                   | スリーライズ         | 1991年5月25日（33歳）、A型、東京都出身 | スーパー耐久「K'sフロンティアレースクイーン」と兼任 |
| 波月美咲 （なみつき みさき） | トータルベネフィット | 1992年9月1日（32歳）、A型、大阪府出身  | 関西リーチエンジェル                                |
| 桐島唯 （きりしま ゆい）     | トータルベネフィット | 1990年1月31日（35歳）、B型、滋賀県出身 | 東海リーチエンジェル                                |

| 名前 （よみ）              | 所属事務所                                        | プロフィール                            | 備考                                        |
| -------------------------- | ------------------------------------------------- | --------------------------------------- | ------------------------------------------- |
| 宮瀬七海 （みやせ ななみ） | イー・スマイル                                    | 1994年8月7日（30歳）、A型、埼玉県出身   | 2016年DIXCEL GIRLSも兼任                    |
| 望月リア （もちづき りあ） | トータルベネフィット                              | 1991年12月10日（33歳）、A型、大阪府出身 | 第4戦（於：スポーツランドSUGO）をもって脱退 |
| 鳳ゆま （おおとり ゆま）   | 株式会社あおい （トータルベネフィットと業務提携） | 1993年7月31日（31歳）、A型、大阪府出身  | 第4戦（於：スポーツランドSUGO）をもって脱退 |

- メンバー全員が平成生まれ&1990年代生まれに統一された初めての年[注 6]。各メンバーが0号車と11号車担当に分割。GAINER sucre史上最多となる6人編成でスタートしたが、第4戦（於：スポーツランドSUGO）終了後に望月と鳳が脱退[34][35]。第5戦（於：富士スピードウェイ）以降は残る4人での活動となった。
- この年は4月14日に発生した熊本地震の影響により、5月21日 - 22日に第3戦として予定されていたオートポリス戦が中止。2010年以来6年ぶりに九州地方でのGTレースが開催されない年となった。

### 2017年
| 担当                                  | 名前 （よみ）                | 所属事務所     | プロフィール                           | 備考                                                      |
| ------------------------------------- | ---------------------------- | -------------- | -------------------------------------- | --------------------------------------------------------- |
| 10号車 （GAINER TANAX triple-a GT-R） | 水嶋なな （みすしま なな）   | スリーライズ   | 1990年2月28日（35歳）、A型、埼玉県出身 |                                                           |
| 10号車 （GAINER TANAX triple-a GT-R） | 桜井綾香 （さくらい あやか） | スリーライズ   | 1992年8月19日（32歳）、B型、茨城県出身 | 現在はスタイルコーポレーションに移籍し 「青山千夏」に改名 |
| 11号車 （GAINER TANAX AMG GT3）       | 神崎美羽 （かんざき みう）   | イー・スマイル | 1989年9月9日（35歳）、A型、東京都出身  | 元ネットアージュ所属                                      |

- この年のGAINERはパチンコ・パチスロ情報誌『でちゃう!』で知られるtriple a出版とスポンサー契約を締結。sucreの他に0P（ゼロピー）Tonorsレースクイーン（今村知可）と、‟a-Girls”（エー・ガールズ）と称した4人ユニット[注 7]の計3組・8人体制となった[36]。
- GAINER sucreとしては初めて、メンバー3人が関東地方出身者に統一されている。桜井は茨城県出身者としては初、水嶋は埼玉県出身者としては彩世めい以来5年ぶりのsucreメンバーとなった。

### 2018年
| 担当                                  | 名前 （よみ）              | 所属事務所               | プロフィール                             | 備考                                                                         |
| ------------------------------------- | -------------------------- | ------------------------ | ---------------------------------------- | ---------------------------------------------------------------------------- |
| 11号車 （GAINER TANAX GT-R）          | 神崎美羽 （かんざき みう） | イー・スマイル           | 前述。                                   | 2年連続。                                                                    |
| 10号車 （GAINER TANAX triple-a GT-R） | 平有紗 （たいら ありさ）   | アズコミュニケーションズ | 1989年3月17日（35歳） AB型、神奈川県出身 | 旧芸名「平沢歩」 2012年エンドレスレディ 2017年JKG（J-NETWORK）ラウンドガール |

- 前年から続投の神崎と、ENDLESSレディを務めた経験のある平有紗という、共に1989年（平成元年）生まれの2名を起用。2014年以来4年ぶりにGAINER sucreが1980年代生まれに統一された。平は神奈川県出身者としては渕脇レイナ以来のsucreメンバーとなった。

### 2019年
| 担当                                  | 名前 （よみ）                | 所属事務所     | プロフィール                           | 備考                        |
| ------------------------------------- | ---------------------------- | -------------- | -------------------------------------- | --------------------------- |
| 11号車 （GAINER TANAX GT-R）          | 神崎美羽 （かんざき みう）   | イー・スマイル | 前述。                                 | 3年連続。                   |
| 10号車 （GAINER TANAX triple-a GT-R） | 五十川ちほ （いそがわ ちほ） | スリーライズ   | 1993年11月28日（31歳） A型、大阪府出身 | 2018年 Pacific Panther Girl |

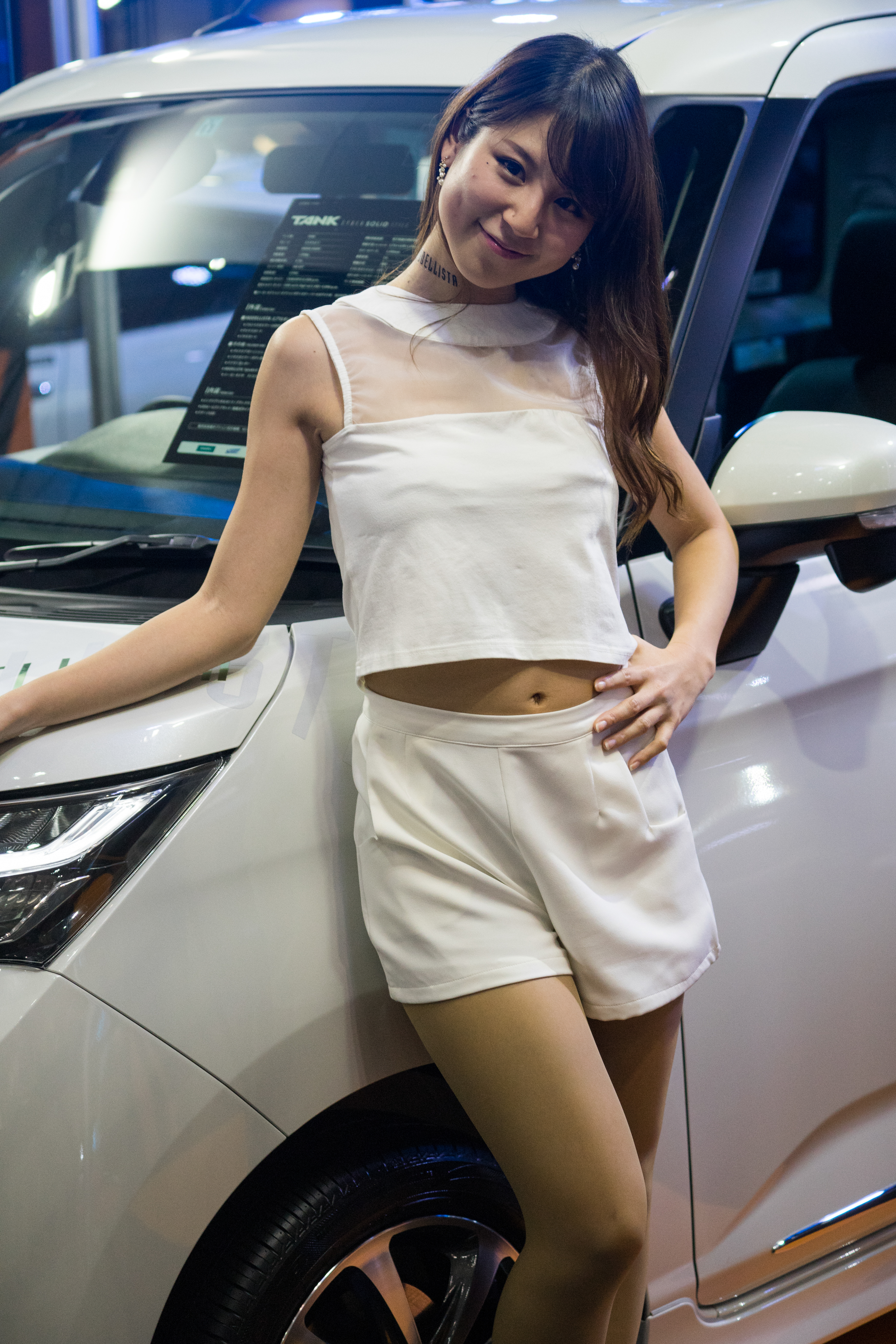
五十川ちほ
（東京オートサロン2017にて）

- 渕脇と並ぶ3年連続・11号車担当となった神崎は、前年の日本レースクイーン大賞エントリー時のブログに於いて「私はいつまでもGAINERを応援したいから」と呟いていた[46]が、この年をもってRQ引退を発表[47]。神崎が30歳でGAINER sucreを卒業したことにより、1980年代生まれのsucreメンバーはいなくなった。
- 第4戦のタイ・ブリーラム戦は10号車が優勝し、神崎も現地に立ち会っていたが[48]、後述の事情によりこの年を最後にブリーラムでのSUPER GTレースは開催されていない（2022年現在）。

### 2020年
| 担当                                                | 名前 （よみ）              | 所属事務所     | プロフィール                           |
| --------------------------------------------------- | -------------------------- | -------------- | -------------------------------------- |
| 10号車 （GAINER TANAX ITOCHU ENEX with IMPUL GT-R） | 清水にな （しみず にな）   | イー・スマイル | 1994年2月23日（31歳） 京都府京都市出身 |
| 11号車 （GAINER TANAX GT-R）                        | 宇佐美なお （うさみ なお） | イー・スマイル | 1998年11月8日（26歳） 東京都出身       |

- 1990年代生まれのイー・スマイル所属者2名で構成。例年通り3月にメンバーが発表されたが[51][52]、この年は新型コロナウイルス感染症流行の影響でレース日程が大幅に変更された結果、オートポリス（4年ぶり）と岡山、SUGO戦が中止に追い込まれた[53]。またレース自体も初戦（富士）から第4戦（もてぎ）まで無観客開催が続いたため[53]、同年度のsucreメンバーがサーキットに初お目見えしたのは10月3日 - 4日の第5戦（富士）となった[54][55]。

### 2021年
| 担当   | 名前 （よみ）              | 所属事務所     | プロフィール                     | 備考                                                                                              |
| ------ | -------------------------- | -------------- | -------------------------------- | ------------------------------------------------------------------------------------------------- |
| 10号車 | 柴咲のあ （しばさき のあ） | イー・スマイル | 1997年1月11日（28歳） 千葉県出身 | [ 56 ]                                                                                            |
| 11号車 | 真田みき （さなだ みき）   | イー・スマイル | 1995年7月4日（29歳） 埼玉県出身  | ミス・アース・ジャパン2020埼玉大会ファイナリスト タックルベリー「ベリーガールズ」2020年度メンバー |

- sucre最終年となったこの年は、前年同様イー・スマイル所属者2名で構成された。
- 緊急事態宣言及びまん延防止等重点措置により、第3戦として設定された鈴鹿サーキット戦が8月21日 - 22日に延期されたが[60]、それ以外のレーススケジュールの変動はなかった。